# Xã Magness, Quận Lonoke, Arkansas
Xã Magness (tiếng Anh: Magness Township) là một xã thuộc quận Lonoke, tiểu bang Arkansas, Hoa Kỳ. Năm 2010, dân số của xã này là 5.084 người.